# Ljubow Issaakowna Axelrod

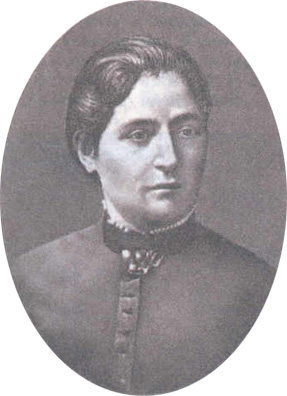
Ljubow Axelrod

Ljubow Issaakowna Axelrod (russisch Любо́вь Исаа́ковна Аксельро́д, auch Esther Luba Axelrod; * 1868; † 5. Februar 1946 in Moskau) war eine russische Revolutionärin und Philosophin. Pseudonym „Orthodoxe“.
Axelrod schloss sich bereits 1883 der Volkstümler-Bewegung an. 1887 emigrierte sie erst nach Frankreich, dann in die Schweiz, wo sie Philosophie an der Universität Bern studierte und 1900 promovierte. In den 1890ern wurde sie eine Unterstützerin des im Exil lebenden Marxisten Georgi Plechanow und trat der RSDAP bei. Nach der Spaltung der Partei unterstützte sie deren menschewistische Fraktion. 1906 konnte sie nach Russland zurückkehren. 1917 war sie Mitglied des Zentralkomitees der Menschewiki, 1918 verließ sie diese jedoch. In den Jahren nach der Oktoberrevolution lehrte sie an den führenden Universitäten des Landes. Zu Beginn der 1930er Jahre wurde sie von der stalinistischen Parteiführung scharf kritisiert. 1934 erschien ihr letztes Buch, den Großen Terror überstand sie heil.
Axelrods jüngere Schwester war die Revolutionärin und Literaturkritikerin Ida Axelrod.

## Werke
- (Doktorarbeit) Esther Luba Axelrod: Tolstois Weltanschauung und ihre Entwicklung. - Stuttgart, Druck der Union Deutsche Verlagsgesellschaft, 1902. - 107 S.